# Stenaleyrodes papillote
Stenaleyrodes papillote là một loài côn trùng cánh nửa trong họ Aleyrodidae, phân họ Aleurodicinae.
Stenaleyrodes papillote được Martin & Streito miêu tả khoa học đầu tiên năm 2003.